# Bohus-Malmönleden
Bohus-Malmönleden  är en allmän färjeled som går mellan Tullboden och ön Malmön i Sotenäs kommun i Bohuslän. 

## Historia
En privatägd postbåt användes i trafik sedan 1927. Vägverket öppnade år 1953 Malmönleden med färjan Instö som tog åtta personbilar. Instö byttes 1984 ut mot Malin som lastade 21 personbilar, och 1992 sattes den nybyggda Linfärjan Maria in på leden.